# Fliegeberg
Fliegeberg, även kallat Lilienthalberg, är en konstgjord kulle i stadsdelen Lichterfelde i Berlin. Den anlades av Otto Lilienthal 1894 intill ett tegelbruk i Lichterfelde, av restprodukterna från tegelbruket, och var ursprungligen omkring 15 meter hög. Från 1894 till sin död 10 augusti 1896 efter ett haveri under ett flygexperiment vid Gollenberg nära Rhinow i Brandenburg, använde Lilienthal kullen för tusentals flygexperiment, då han gled sträckor på upp till 80 meter från toppen av kullen.
Till Lilienthals minne anlades en park med ett monument vid kullen på 1930-talet. Under andra världskriget smältes monumentets jordglob i brons ner och ersättes med en nygjuten kopia 1990.

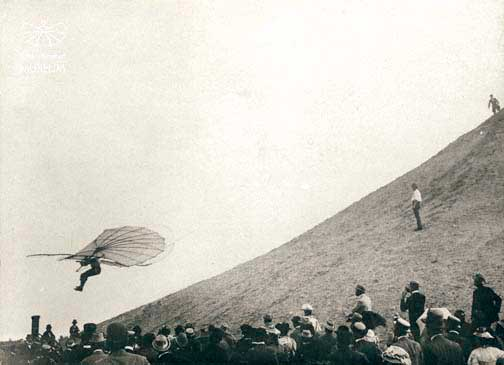
Otto Lilienthal under ett flygexperiment vid Fliegeberg, 1895.
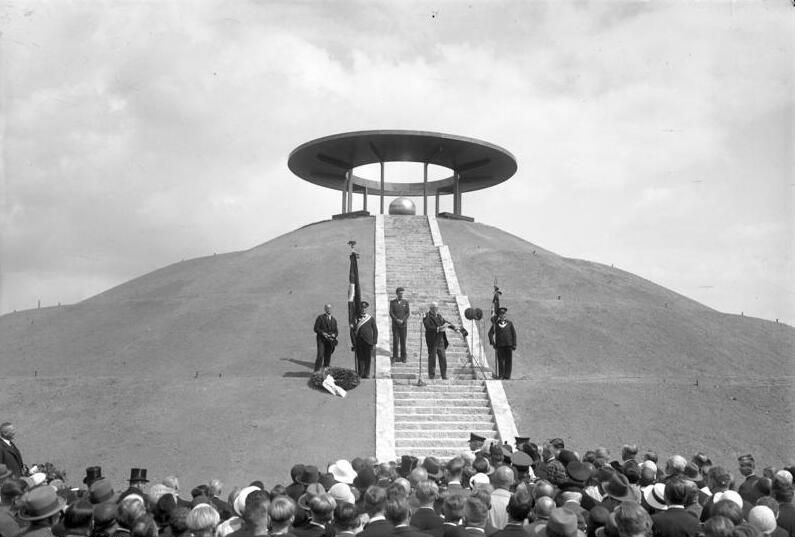
Invigningen av monumentet 1932.
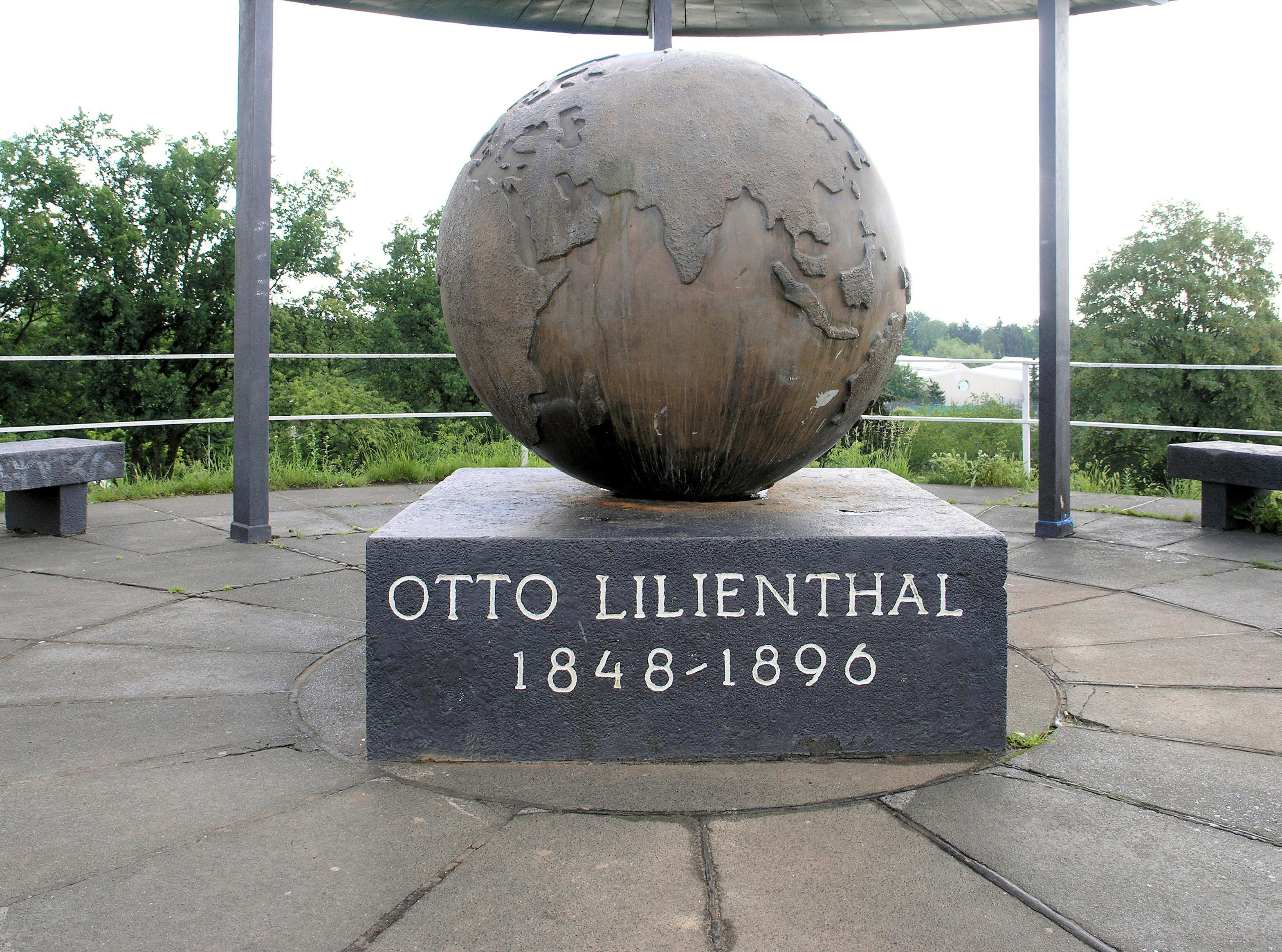
Skulptur